# Anisopus efulensis
Anisopus efulensis är en oleanderväxtart som först beskrevs av Nicholas Edward Brown, och fick sitt nu gällande namn av D.J. Goyder. Anisopus efulensis ingår i släktet Anisopus och familjen oleanderväxter. Inga underarter finns listade i Catalogue of Life.